# Accent (fonologia)

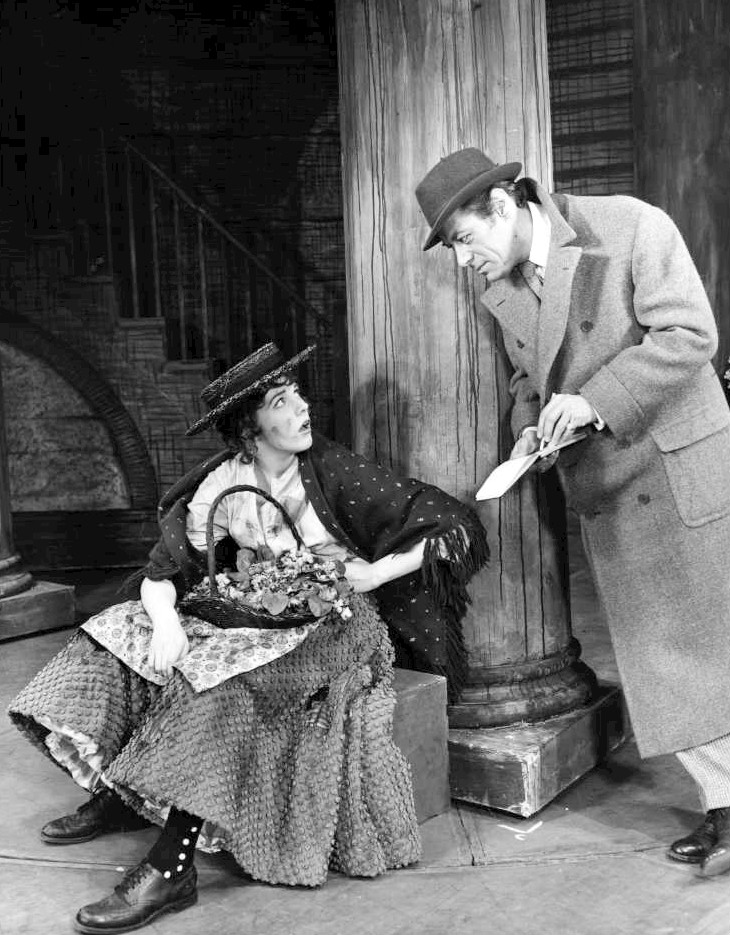
Julie Andrews i Rex Harrison a My Fair Lady

Dins l'entorn de la fonologia, l'accent fa referència a les característiques típiques de la parla que hi ha subjacents a cada llengua o cada dialecte/geolecte i la consegüent transferència, majoritàriament inconscient, dels hàbits de pronunciació del dialecte o del geolecte a la llengua que es vol parlar sense accent o la transferència dels hàbits de pronunciació llengua materna o la llengua d'ús principal a una llengua estrangera apresa posteriorment.
És objecte d'investigació, la mesura en què els trets suprasegmentals (prosòdics) o els trets segmentaris són més importants en la percepció d'una llengua determinada, amb alguns estudis recents que donen més pes als trets suprasegmentals.
Les desviacions es relacionen amb la fonètica, l'entonació, els patrons d'accent i el ritme de la frase .

## Accent natiu
La majoria de persones que només aprenen la llengua materna o una llengua estrangera quan són joves o adults les parlen amb el seu accent individual.
Per exemple, un parlant nadiu alemany sol reconèixer un parlant dialectal, un francès de parla alemanya o un italià pel seu accent. Es parla d'"alt alemany amb accent bavarès", "alemany amb accent francès", "alemany amb accent italià", "anglès amb accent alemany", etc. Són sobretot els trets prosòdics de la pronunciació individual els que configuren la impressió d'un accent i menys la incapacitat derivada de la manca d'ús dels músculs en qüestió per reconèixer els sons que falten en la llengua materna d'un parlant (p. B. les dièresi "ö" i "ü", vocals nasals o l'anglès "th") per produir en veu alta (dislàlia).
Un estudi de 1981 va arribar a la conclusió que una segona llengua (L2) s'aprèn normalment sense accent abans dels sis anys, però amb un accent que es transfereix de la primera llengua després dels sis anys. Això sol ser lleu quan la L2 s'aprèn entre els sis anys i els menors de 14 anys i es pronuncia quan s'aprèn per primera vegada als 14 anys o més.
Les persones que, a causa de condicions especials de vida, utilitzen una llengua estrangera molt més que la seva llengua materna sovint també desenvolupen un accent en la seva llengua materna. Això passa sovint amb nens migrants, però també amb adults que han viscut a l'estranger durant dècades amb una parella estrangera amb qui es comuniquen en la llengua local. En aquest cas, els hàbits de pronunciació de la llengua estrangera es transfereixen sense voler a la llengua materna. La " síndrome de l'accent de la llengua estrangera " es produeix relativament rarament, en què una malaltia, una operació o Ä. canvia la manera de parlar dels locals perquè els confonguin amb estrangers.
De vegades, els termes dialecte i accent es confonen entre si. Així que escolteu afirmacions com "Parla amb un dialecte bavarès", encara que realment hauria de ser "amb accent bavarès".

## Classes d'accent i llengua
A alguns països hi ha acadèmies especialitzades on s'imparteixen lliçons de dicció que presten atenció sistemàtica a corregir l'accent de la llengua materna o d'una regió on s'ha viscut prou temps, com per haver-ne agafat l'accent, algunes inclouen mètodes audiolingües com el Mètode Pimsleur.

## Accent i socialització
Hi ha estudis que han demostrat que els nens petits tenen una preferència social per les persones que parlen la seva llengua sense accent estranger. En un estudi,sociològic, l'accent pesava més que l'aparença física: els nens van donar preferència als nens de diferent color de pell que parlaven sense accent com a possibles companys de joc sobre els nens del mateix origen ètnic que parlaven amb un accent estranger.
Amb l'excepció dels espectacles d'entreteniment, comèdies i sàtires, els presentadors i moderadors de les emissores de ràdio i televisió alemanyes per regla general han de tenir un domini perfecte de la llengua sense accents regionals o estrangers. Això s'aplica especialment als mitjans informatius, que pretenen transmetre serietat i credibilitat. L'article 3 de la Llei alemanya prohibeix la discriminació, ja sigui per raó d'ascendència, pàtria o origen, o llengua. Segons l'Opinió de l'Agència Federal Antidiscriminació (ADS), els requisits per a les competències en llengua alemanya sense accent poden constituir, en principi, una discriminació indirecta per raó de l'origen ètnic. Tanmateix, si les competències lingüístiques sense accent són un "requisit essencial i decisiu per a l'execució d'una feina específica", l'empresari té dret a exigir coneixements d'alemany sense accent.